# El Abra
El Abra es un sitio arqueológico ubicado en el municipio de Zipaquirá, a cincuenta kilómetros al norte de Bogotá.

## Excavaciones
Las primeras investigaciones en el sitio tuvieron lugar en 1967, cuando se obtuvo por primera vez en Colombia una secuencia estratificada de instrumentos líticos, asociados con huesos de animales y fragmentos de carbón vegetal datados mediante  14C en 12 400 años (±160) a. C.
A partir de 1969 se realizaron excavaciones más amplias con la colaboración de la Universidad de Indiana y en 1970 con el patrocinio de la Fundación Neerlandesa de Estudios Tropicales (Wotro) y el apoyo del Instituto Colombiano de Antropología, fueron localizados en la región otros 4 sitios precerámicos estratificados. Sedimentos lacustres depositados han permitido precisas reconstrucciones del clima y la vegetación basados en estudios palinológicos.
Hace 15 000 a 12 500 años, un período conocido como estadial Fúquene, el clima era frío y seco y la vegetación era de páramo. Cortadores de piedra y desechos de talla testimonian la presencia humana, en una unidad estratigráfica para la que se estiman 13 000  a. C.

## Interestadial Guantiva
Hace unos 12 500 años, en el período interestadial Guantiva, la temperatura ascendió paulatinamente, por lo que se desarrolló el bosque andino en la zona y proliferaron distintas especies de animales. Estas condiciones facilitaron la ocupación humana de la región por grupos de cazadores, que dejaron múltiples artefactos conocidos como «abrienses», que incluyen diferentes tipos de raspadores (laterales, terminales discoidales, convexos y cóncavos), cuchillas elaboradas sobre lascas, así como raederas. A medida que el clima se hacía menos frío, el refugio de El Abra era menos utilizado.
El sitio arqueológico de Tibitó, ubicado en el municipio de Tocancipá, vecino de Zipaquirá, contiene artefactos líticos, artefactos de hueso, carbón y areniscas asociadas a restos de fauna pleistocénica que data de hace 11.740 años, que incluye dos grupos de mastodonte (Haplomastodon y Cuvieronius hyodon), así como restos de caballo americano [Equus amerhippus lasallei), y venado (Odocoileus virginianus) con rastros de tratamientos rituales.

## Estadial El Abra
Hace unos 11 000 años, la temperatura volvió a bajar y el bosque a retroceder, dando lugar al que se conoce como «estadial de El Abra», recrudecimiento final de la última glaciación. La Sabana de Bogotá era entonces un subpáramo, con bosques pequeños, que alternaba con áreas abiertas de pradera. El sitio Tequendama (municipio de Soacha) alberga más instrumentos «abrienses» de este período y otros de factura diferente. En El Abra, junto a instrumentos «abrienses», se encuentran otros conocidos como «tequendamenses», provenientes de este período, elaborados con más esmero y técnicas nuevas, a veces con materiales más finos provenientes del valle del río Magdalena, evidenciando una alta movilidad de los cazadores nómadas. En Tequendama se han encontrado una punta de proyectil, una hoja bifacial de cuarcita y un raspador aquillado con finos retoques.

## Holoceno
Hace 10 000 años, al finalizar la glaciación y comenzar el holoceno, el bosque andino se extendió nuevamente. Los instrumentos «abrienses» siguen encontrándose en los estratos de este período, pero la abundancia de martillos evidencia un incremento de las actividades de recolección. Se registra un aumento del consumo de roedores y de alimentos de origen vegetal y una disminución de la cacería mayor. La actividad en los abrigos rocos se redujo poco a poco hasta que se configuró una adaptación cultural que permitió su abandono.
El sitio de Aguazuque muestra que hace 5000 años grupos de cazadores-recolectores-plantadores, estaban establecidos en las terrazas y elevaciones libres de inundaciones, practicando aun la caza y la recolección, pero asociadas con huertos itinerantes. Aparecen morteros y placas de moler asociados con el mayor consumo de semillas. También se identifican instrumentos de hueso y desaparece la «cultura abriense».